# NSG Rößberg - NSG Tannenberg-Seelesberg
NSG Rößberg - NSG Tannenberg-Seelesberg este o arie protejată (arie specială de conservare — SAC, sit de importanță comunitară — SCI) din Germania întinsă pe o suprafață de 585 ha, integral pe uscat.

## Localizare
Centrul sitului NSG Rößberg - NSG Tannenberg-Seelesberg este situat la coordonatele 50°38′36″N 9°54′36″E / 50.6433°N 9.91°E.

## Înființare
Situl NSG Rößberg - NSG Tannenberg-Seelesberg a fost declarat sit de importanță comunitară în septembrie 2000 pentru a proteja 5 specii de animale. Situl a fost protejat și ca arie specială de conservare în iulie 2008.

## Biodiversitate
Situată în ecoregiunea continentală, aria protejată conține 6 habitate naturale: Formațiuni de Juniperus communis pe lande sau pajiști calcaroase, Fânețe montane, Grohotișuri medio-europene calcaroase, de la nivel colinar și montan, Păduri de fag Asperulo-Fagetum, Păduri de fag din Europa Centrală dezvoltate pe sol calcaros cu Cephalanthero-Fagion, Păduri aluvionare cu Alnus glutinosa și Fraxinus excelsior (Alno-Padion, Alnion incanae, Salicion albae).
La baza desemnării sitului se află mai multe specii protejate:
- păsări (3): ciocănitoare neagră (Dryocopus martius), gaia roșie (Milvus milvus), ciocănitoare verzuie (Picus canus)
- mamifere (2): liliac cu urechi mari (Myotis bechsteinii), liliac comun (Myotis myotis)

Pe lângă speciile protejate, pe teritoriul sitului au mai fost identificate 9 specii de plante, 1 specie de amfibieni, 10 specii de mamifere, 23 de specii de nevertebrate.